# Carl Roman Abt
Pour les articles homonymes, voir Abt.
Carl Roman Abt, né le 16 juillet 1850 à Bünzen et mort le 1er mai 1933 à Lucerne,, est un ingénieur en mécanique ferroviaire suisse, inventeur et entrepreneur. Il a conçu des solutions innovantes dans le domaine des voies ferrées à crémaillère et des voies pour funiculaires. Il a laissé son nom au système Abt de crémaillère, et à l'évitement Abt pour le croisement des voitures de funiculaire.
Il présida le Conseil national en 1931.

## Biographie
Carl Roman Abt naquit le 16 juillet 1850 à Bünzen dans le canton d'Argovie, en Suisse.
En 1882, alors qu'il travaillait à Paris, il conçut le système de pignon et de crémaillère qui allait porter son nom, et en déposa le brevet.
Abt dirigea la construction de très nombreux chemins de fer, dont le Brig-Visp-Zermatt Bahn, le Gornergratbahn, le Furka–Oberalp Bahn et la ligne du Monte Generoso. La ligne la plus prestigieuse utilisant son système de crémaillère est celle d'Arica à La Paz en Bolivie.
En 1903, en tant que président de la compagnie du Gotthard, Abt mena les négociations de rachat avec l'Allemagne dans le cadre de la nationalisation des compagnies ferroviaires suisses. 
Il reçut de nombreuses distinctions, dont un doctorat honoris causa de l'université de Hanovre, et la médaille John Scott, en 1889. 
Il était également un amateur d'art, et fut membre de la commission fédérale suisse des Arts de 1904 à 1907, et le président de l'association suisse des Arts de 1905 à 1911. À titre personnel, il collectionnait des objets d'art, dont des monnaies et médailles. Sa collection fut dispersée après sa mort.
Son neveu Heinrich Roman Abt (1883-1942), membre du parti des paysans, artisans et bourgeois (PAB), fut élu président du Conseil national en 1931.
Il mourut à Lucerne le 1er mai 1933.

## Inventions
L'avantage de son système de crémaillère est que plusieurs dents du pignon restent engagées en permanence ce qui donne une grande fluidité de fonctionnement et évite les à-coups. Cette invention fut mise en œuvre pour la première fois sur la ligne du Rübeland dans le massif du Harz en Allemagne.
Abt conçut également l'évitement Abt pour les funiculaires. Ce système permet à la cabine montante et à la cabine descendante de se croiser à mi-parcours sur deux voies d'évitement, sans aucune pièce mobile d'aiguillage. Il évite ainsi tout risque d'engagement sur la mauvaise voie ou de déraillement. Il fut installé pour la première fois en 1879 au Giessbach (Suisse).

## Galerie

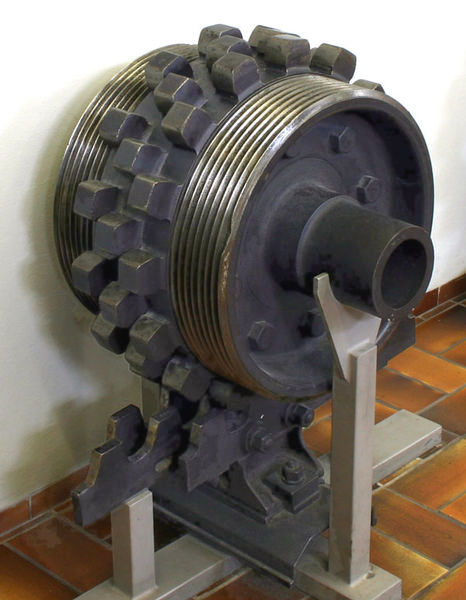
Système de pignon et de crémaillère Abt.
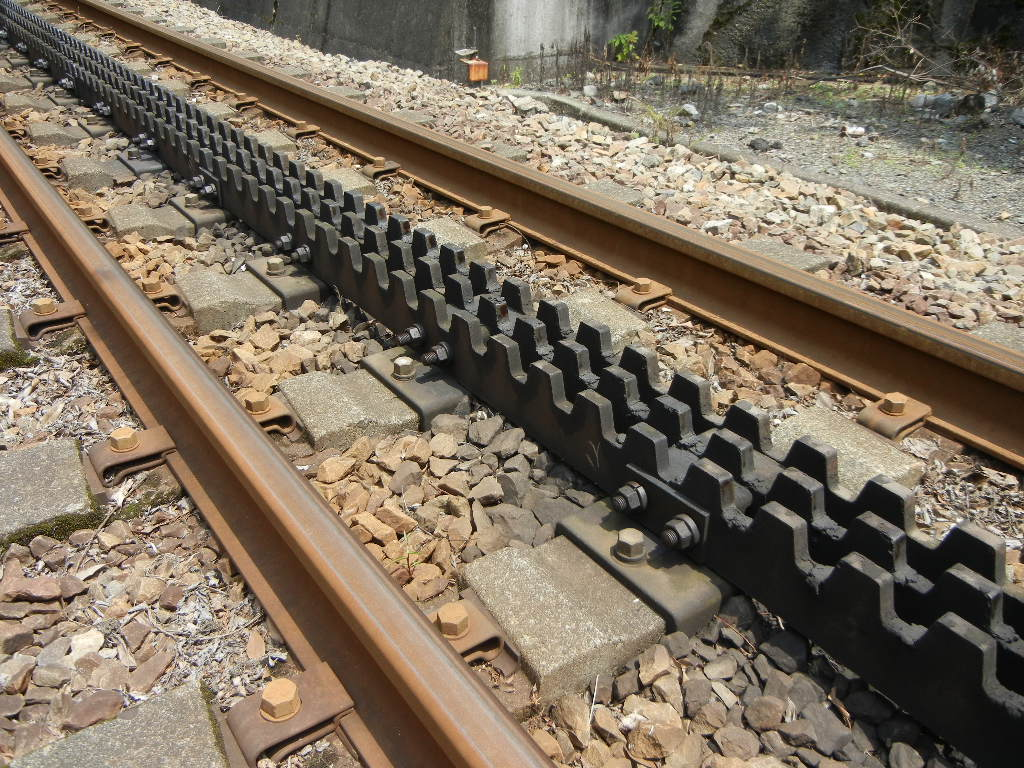
Crémaillère Abt sur une voie ferrée métrique au Japon.
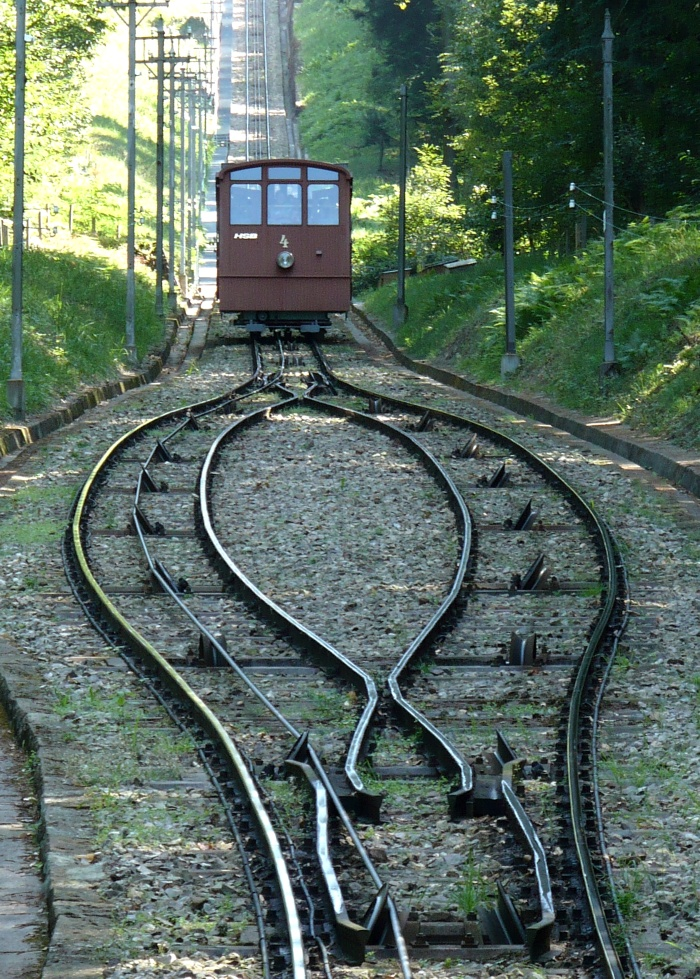
L'évitement pour funiculaires inventé par Carl Roman Abt sur le funiculaire Heidelberg-Koenigstuhl.
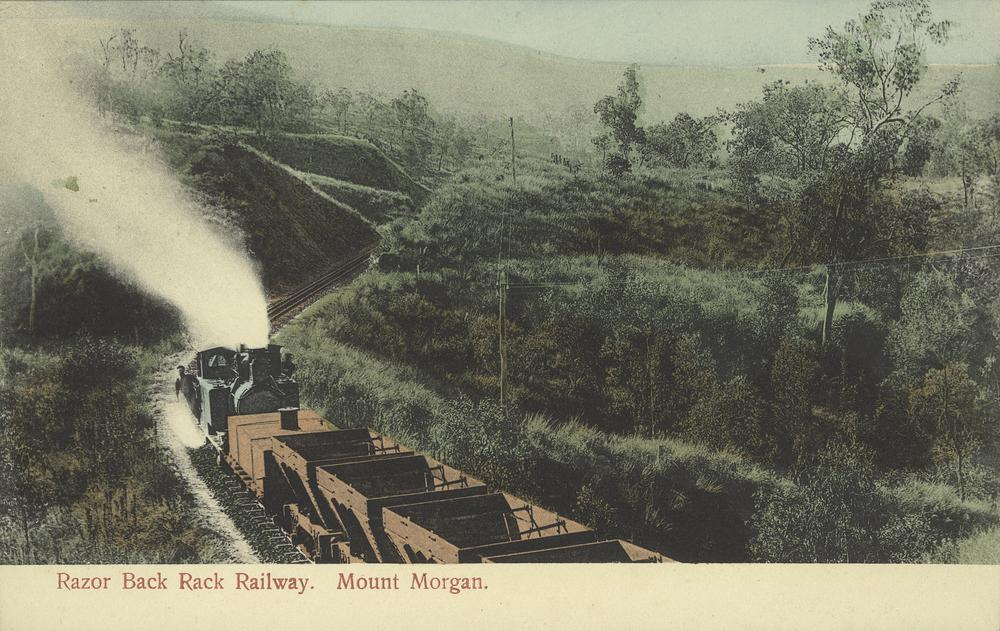
Locomotive à système Abt poussant une rame dans la chaîne des Razorback, Queensland (Australie).

## Liens
- Notices d'autorité :   - VIAF
  - ISNI
  - IdRef
  - LCCN
  - GND
  - CiNii
  - Pays-Bas
  - NUKAT
  - Norvège
  - Tchéquie
  - Suisse
  - WorldCat

- (en) Cet article est partiellement ou en totalité issu de l’article de Wikipédia en anglais intitulé « Carl Roman Abt » (voir la liste des auteurs).